# Elecciones departamentales de Beni de 2013
Las Elecciones departamentales de Beni de 2013 se realizaron el 20 de enero de 2013. Los comicios se efectuaron para reemplazar al gobernador interino del departamento del Beni, quien como un ejecutivo electo se desempeñará hasta 2015. Numerosos observadores describen las elecciones como una prueba importante de la fuerza política en el este de Bolivia: una victoria del MAS sería una señal de la retirada de la Media Luna,  alianza derechista solo para el departamento de Santa Cruz , mientras que una primera victoria en Beni sería para catapultar las ambiciones políticas del MAS en el departamento.
Antes de la elección, en Beni ejercía el mando el gobernador interino, Haysen Ribera Leigue, que fue designado por la Asamblea Legislativa Departamental el 16 de diciembre de 2011. El gobernador Ernesto Suárez Sattori, quien fue elegido el 4 de abril de 2010, fue suspendido a raíz de su procesamiento por gastos económicos irregulares relacionados con una central eléctrica en San Borja, Beni, en cumplimiento de un mandato legal boliviano, pues en estos casos,  los funcionarios no pueden seguir sirviendo.
Los primeros resultados no oficiales, tabulados por la empresa IPSOS encuesta de salida, dieron Carmelo lenz del partido de Primero el Beni una victoria en primera vuelta con el 52,6%, por delante de Jessica Jordan (44,1%), Pedro Nuni (2,4%) y Ademirzon Algarañaz (0,9%). Horas más tarde partidarios de Lenz celebraron la victoria, mientras Jordan se comprometió a esperar los resultados oficiales. El 22 de enero, Evo Morales y la dirección nacional del MAS-IPSP reconocieron la derrota. Carmelo lenz ganó más que una mayoría del 50%, no habrá una segunda vuelta de dos candidatos, el 21 de marzo. La posesión del nuevo gobernador se programó para el 1 de marzo.
Los resultados finales fueron publicados el 3 de febrero de 2013, por el Órgano Electoral Plurinacional (resultados casi completos con 997 de las 1.000 mesas electorales). Se mostró que Carmelo Lenz ganó con 71.161 votos, una mayoría de 52,27% y muy por delante de 60.382 votos de Jessica Jordan (44,35%).

## Los partidos políticos y sus candidatos
Hubo cuatro partidos políticos y sus candidatos que son los siguientes:
- Frente para la Victoria (Frente Para la Victoria, FPV): Pedro Nuni , diputado indígena en la Asamblea Legislativa Plurinacional

- Movimiento al Socialismo (Movimiento Al Socialismo, MAS-IPSP): Jessica Jordan , representante de la Agencia para el Desarrollo de Macrorregiones y Zonas Fronterizas en Beni, la ex Miss Bolivia (Agencia De Las Zonas Fronterizas Macrorregiones Y; Ademaf)

- Nacionalidades Autónomas por el Cambio y Empoderamiento (Nacionalidades Autónomas por el Cambio y Empoderamiento; NACER): Ademirzon Algarañaz

- Beni Primero (Primero El Beni): Carmelo Lens, un abogado y subgovernor de la provincia Vaca Diez. Anteriormente se desempeñó como un juzgado y un docente universitario.

## Resultados
|  | Candidato          | Partido                  | Votos  | Porcentaje |
|  | ------------------ | ------------------------ | ------ | ---------- |
|  | Carmelo Lenz       | Primero el Beni          | 71 616 | 52,27      |
|  | Jessica Jordan     | Movimiento al Socialismo | 60 382 | 44,35      |
|  | Pedro Nuni         | Frente Para la Victoria  | 3 306  | 2,65       |
|  | Ademirzon Algaraña | NACER                    | 986    | 0,72       |